# Koreai Központi Hírügynökség
A Koreai Központi Hírügynökség (hangul: 조선중앙통신, Csoszon Csungang Tongsin, handzsa: 朝鮮中央通信, RR: Joseon Jung-ang Tongsin) vagy közismert angol rövidítésén KCNA (Korean Central News Agency) Észak-Korea hivatalos hírügynöksége.

## Szervezete
Észak-Korea egyetlen hírügynökségeként számol be az ország és a nagyvilág történéseiről, újságok, rádió, és televízió révén. 1996 decemberében elindult a vállalat honlapja, amelynek szervere Japánban található. 2010 októbere óta, saját, észak-koreai oldala is van a hírügynökségnek elsősorban olyan országokkal kapcsolatban jelennek meg hírek, amellyel Észak-Korea nagyon jó, vagy nagyon rossz viszonyban van. 
A koreai nyelv mellett a KCNA angol, orosz, japán és spanyol nyelven is közöl híreket. 2004 óta az észak-koreai weboldalakat Dél-Korea blokkolta, és csak a kormány tisztviselői érhetik el őket.